# 텔레마르크주

텔레마르크주의 위치

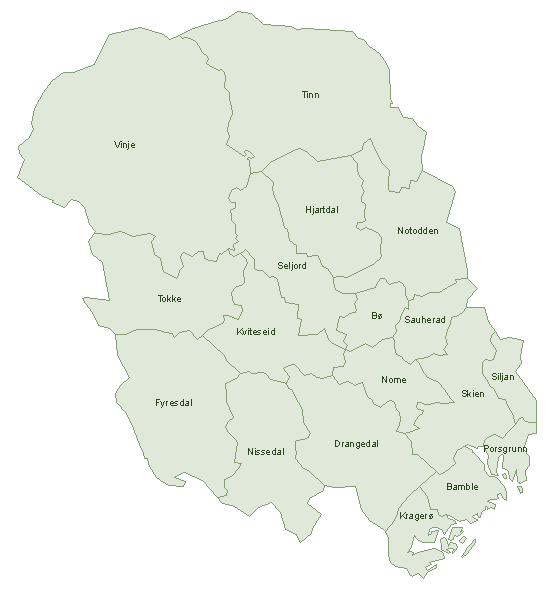
텔레마르크주의 지방 자치체

텔레마르크주(노르웨이어: Telemark fylke)는 노르웨이 남서부에 위치한 주이다. 주도는 시엔이며 면적은 15,299km2, 인구는 171,333명(2014년 기준), 인구 밀도는 12명/km2이다. 북쪽으로는 부스케루주, 동쪽으로는 베스트폴주, 남쪽으로는 북해, 서쪽으로는 에우스트아그데르주와 로갈란주, 북서쪽으로는 호르달란주와 접한다. 18개 지방 자치체를 관할한다.
2020년 1월 1일부로 베스트폴주와 통폐합되어 베스트폴오그텔레마르크주가 신설되면서 폐지되었으나, 2024년 1월 1일부로 베스트폴오그텔레마르크주가 다시 폐지되면서 4년 만에 복원되어 재출범하였다.

텔레마르크주의 문장

## 인구
| 연도                       | 인구    | ±%    |
| -------------------------- | ------- | ----- |
| 1951                       | 136,519 | —     |
| 1961                       | 149,943 | +9.8% |
| 1971                       | 156,778 | +4.6% |
| 1981                       | 162,050 | +3.4% |
| 1991                       | 162,869 | +0.5% |
| 2001                       | 165,595 | +1.7% |
| 2011                       | 169,185 | +2.2% |
| 2020                       | 173,355 | +2.5% |
| Source: Statistics Norway. |         |       |